# Ueberlandwerk Jagstkreis

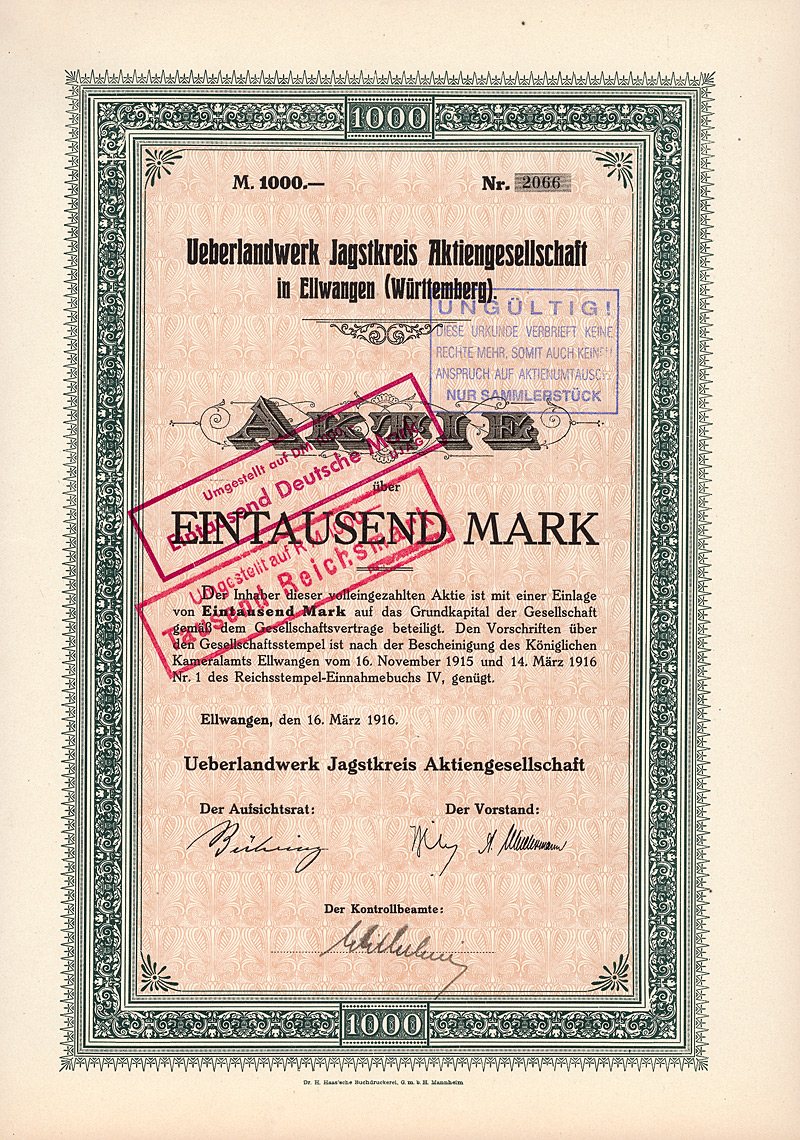
Aktie über 1000 Mark der Überlandwerk Jagstkreis AG vom 16. März 1916

Das Ueberlandwerk Jagstkreis AG (UJAG) mit Sitz in Ellwangen (Jagst) war ein Energieversorgungsunternehmen in Baden-Württemberg, das von 1913 bis 1999 existierte. Im Jahre 1999 erfolgte der Zusammenschluss mit der Mittelschwäbischen Überlandzentrale AG (MÜAG) zur EnBW Ostwürttemberg DonauRies AG (EnBW ODR).

## Geschichte
Die Elektrizität hielt im östlichen Teil Württembergs und im angrenzenden bayerischen Ries im Jahre 1912 Einzug, als der Berliner Bergmann-Konzern ein Überlandwerk mit eigenem Kohlekraftwerk in Ellwangen errichtete. Die Firma Rheinelektra aus Mannheim übernahm am 2. Oktober 1913 das Werk vom angeschlagenen Bergmann-Konzern und übertrug die Stromversorgung auf die neu gegründete Ueberlandwerk Jagstkreis AG. Der Stromverband Jagstkreis (STROJAG) war zur Hälfte an der UJAG beteiligt.
Infolge der großen Nachfrage nach Elektrizität geriet das Dampfkraftwerk in Ellwangen rasch an seine Kapazitätsgrenze. Daher wurde die UJAG an das Hochspannungsnetz der Württembergischen Landes-Elektrizitäts AG angeschlossen, das bald einen Großteil der Energie lieferte. Das Ellwanger Kraftwerk verlor dadurch seine Bedeutung, wurde 1956 vom Netz genommen und 1960 stillgelegt.
Im Zuge der Zentralisierung der Elektrizitätswirtschaft in Württemberg übernahm die neu gegründete Energie-Versorgung Schwaben AG 1940 den 50-Prozent-Aktienanteil der STROJAG und weitere 25 Prozent von der Rheinelektra. Mit der Übernahme der restlichen 25 Prozent von der Rheinelektra wurde die UJAG zur 100-prozentigen EVS-Tochter.
Da die UJAG auch bayerische Gebiete versorgte, wurde sie nie wie die restlichen EVS-Betriebsverwaltungen in das Unternehmen integriert, sondern immer als eigenständiges Unternehmen geführt.
Mit der am 16. Juli 1999 rückwirkend zum Jahresbeginn beschlossenen Fusion mit der Mittelschwäbischen Überlandzentrale (MÜAG) zur EnBW Ostwürttemberg DonauRies AG (ODR) endete das Bestehen der UJAG.